# Vas-y Béru !
Vas-y Béru! est un roman publié en janvier 1965 par Frédéric Dard sous le nom de plume de San-Antonio, il est le 59e de la série  policière San-Antonio.
Chez l’éditeur Fleuve noir, il porte d’abord le numéro 485 de la collection « Spécial Police », puis en 1981 le numéro 23 de la collection « San-Antonio ».

## Couverture
- 1re édition de 1965  : illustration de Michel Gourdon
- 2e édition de 1974  : illustration Photo Vloo
- 3e édition de 1981  : illustration Photo
- 4e édition de 1988  : illustration Photo
- 5e édition de 1996  : illustration d'Alain Siauve
- 6e édition de 2006  : illustration de François Boucq
- 7e édition de 2015  : illustration d'Antoine Helbert

## Résumé
San-Antonio et Alexandre-Benoît Bérurier sont de passage à Dijon, où le Tour de France fait étape, pour y retrouver Berthe Bérurier et son amant Alfred (coiffeur de son état) qui participent à la caravane publicitaire.
 
À la suite du meurtre du masseur d'une équipe cycliste du Tour, ils se font passer pour chauffeur et masseur afin d'enquêter en toute discrétion sur ce décès.
  
Après plusieurs meurtres et rebondissements le commissaire va tenter de retrouver le commanditaire de tous ces meurtres, qui profite du passage du Tour en Suisse pour pouvoir y passer en toute discrétion, camouflé dans les bicyclettes d'une équipe, un matériel révolutionnaire dérobé dans une usine.

## Personnages
- Le commissaire San-Antonio.
- Alexandre-Benoît Bérurier, inspecteur, qui se substitue au masseur tué et qui remplace a la pédale levée Bicco Aisuzi lors de l'étape en contre-la-montre.
- Berthe Bérurier (femme d'Alexandre-Benoît), qui accompagne son amant Alfred dans la caravane publicitaire du Tour de France.
- César Pinaud (auxiliaire de San-Antonio), qui débarque seulement sur la fin de l'enquête.
- Jean Méhunraillon directeur sportif de l'équipe Fafatrin et cible de la tentative de meurtre pendant la première étape.
- Hans Brocation, masseur de l'équipe Fafatrin qui se fait tuer au début de l'aventure.
- Justin Latour dit La Meringue, bonimenteur des Biscuits Vaporetto accusé du meurtre du masseur et embrigadé par les policiers de Dijon.
- Le couple de tueurs : Valérie Desmet et Freddy Vergeot, dit le Charcutier de Charenton, qui éliminent le chauffeur de Jean Méhunraillon et tentent de tuer San-Antonio.
- Jame Ledvise, manipulateur qui profite du passage du Tour de France en Suisse pour faire passer du matériel volé (un alliage révolutionnaire) dissimulé dans les bicyclettes d'une équipe.
- Différents coureurs cyclistes présents sur ce Tour san-antonien : André Barricade, Robert Cassepatte, Tik Danloeil, Alonzo Giro, Yanik Kinique, Abee Nokle, Jean Stable-Enski, Aloïs Van Danléwoëles, Van Thardyse, Richard Pini, Adolf Petzec, Rudy Manther, Bicco Aisuzi, Couzidor, La Faucille.

Liste des équipes cyclistes :
- Équipe des Moulins à Légumes Tournicoton.
- Équipe des Boutons de Jarretelle Bédiglas et des Pastilles pour la toux Lanturlu.
- Équipe Fafatrin.
- Équipe Vaseline Facilitas T.O.P.
- Équipe Vermifuge Saturne.
- Équipe des Moulins à Café Cric-crac.
- Équipe des bonbons au poivre Atchoum.

Liste des différentes marques de la caravane publicitaire :
- Biscuits Vaporetto.

## Lieux de l'aventure
Les événements se produisent durant les premières étapes du Tour de France entre Dijon et Evian, et entre Evian et Lausanne (étape contre-la -montre).

## Figure de style
L’accumulation :
« C'est pas croyable un déguisement pareil. Pas humain non plus. Ça fige les cellules, ça coagule la pensée, ça meurtrit la rétine, ça ulcère les centres nerveux, ça perturbe le métabolisme, ça liquéfie les glandes, ça ébranle le système circulatoire, ça traumatise, ça fissure, ça rompt, ça corrompt les coronaires, ça dévaste les viscères, ça dépancréasse, ça époumone, ça estocule, ça conciliabule, ça férule, ça curule, ça hulule, ça rotule, ça déboulonne : les muscles de l'éminence hypothénar, le grand zygomatique, le long supinateur, le petit palmaire, l'omohyoïdien, le biceps brachial, et le grand adducteur... »
« Il y a là un  échantillonnage parfait de toutes les calvities sournoises, style tapis-dont-on-voit-la-trame. On peut admirer des crânes plats, des crânes roses, des jaunes, des blancs; des couronnes frisottées ; des crins collés en travers de l'esplanade pour faire plus habillé; des crânes a bosses, d'autres à loupes, à verrues, à taches de vin, à taches de rousseur, à rides, arides, à creux, à cratères, à cicatrices, à trépanation, à fermeture éclair, à points  de suture, à l'idée large, de piaf, à bourrelets; des crânes en forme d'olive, de suppositoire, de poire de prune, de pomme, de tabouret, de casque américain, de casque russe, de casque à pointe, de tirelire, de cloche, d'abat-jour, d'entonnoir, de carafe renversée, de ballon rouge, d'hémisphère boréal, de phare d'ambulance, de carapace de tortue; des crânes qui appellent la moumoute, d'autres qui appellent le chapeau, les lunettes, le casque téléphonique, le foulard, le talc, la crème Nivéa, le croisillon de sparadrap, au secours, la couronne,  l'instrument contondant, la peinture à l'eau, le coquetier; des crânes qui évoquent le pithécanthrope de Java, l'homme de Néandertal ou celui de Cro-Magnon. »
L'expression métaphorique :
- « Je vais rejoindre Alfred, elle dit. N'oublions pas que demain il y a fête à bras. (Expression san-antoniaise signifiant que le labeur sera rude[3]. »

Les néologismes :
- un hécatombeur : celui qui sème une hécatombe ; « Voila qu'après avoir été le tombeur, je deviens l'hécatombeur de ces dames[4]. »
- avoir le boyau boudeur : être constipé ; « Quand t'avais le boyau boudeur, fallait la voir cramponner le savon de Marseille, maman. Elle t'en taillait un coin gros comme ça, te le pétrissait dans les doigts pour y donner la forme fusée, et v'lan elle te le carrait dans l'oignon avec un bon coup de pouce pour le placer sur son orbite[5]. »
- se fourrager l'entre-deux : se gratter les fesses ; « Et de s'introduire la main dans l'arrière du calbar pour se fourrager l'entre-deux, ce qui, chez lui, est un signe d'intense contrariété[6]. »
- rasibus de la dragée : chauve ; « Tous les rasibus de la dragée semblent s'être filé rembour ici. Il y a là un  échantillonnage parfait de toutes les calvities sournoises, style tapis-dont-on-voit-la-trame, entièrement capitonné peau de fesse, jusqu'à la calvitie sournoise[7]. »

Le calembour :
- « Écrase, Gamine, tranche Sa Majesté, j'ai pas l'habitude d'abandonner le gigot au four, mais  y a des cas de faux majors, non![8] »
- « Dans ce Tour t'es pas mon supérieur hiéraldique mais mon support-donné[9]. »
- « Il s'agit de Jojo la Défouraille, un loustic pas fréquentable, condamné à mort par accoutumance je crois bien, et qu'on m'avait dit espadrillé en Amérique latoche[10]. »